# Peromyscus zarhynchus
Peromyscus zarhynchus és una espècie de mamífer rosegador de la família dels cricètids. Viu a altituds d'entre 1.400 i 2.900 msnm a Mèxic i, probablement, Guatemala. Els seus hàbitats naturals són les selves nebuloses i els boscos de pins i roures d'altiplà. Està amenaçat per la destrucció i fragmentació del seu medi. El seu nom específic, zarhynchus, significa ‘a través del nas’ en llatí.